# Keep On Smiling
『Keep On Smiling』（キープ・オン・スマイリング）は、JFN系列局で放送されていたエフエム大阪 (FM OH!) 制作のラジオ番組である。アクテリオン ファーマシューティカルズ ジャパンの一社提供。制作局のエフエム大阪では2010年4月4日から2018年9月30日まで放送。

## 概要
ゲストを招いてのトークと曲紹介を中心とする内容で放送。番組DJの山寺宏一が映画の名シーンを吹き替えで再現するコーナーや詩を朗読するコーナーもあった。ゲストは2週続けて同じ人物が出演していた。
番組タイトルの表記には揺れがあり、エフエム大阪の公式サイト内でも本項の表題通りの「Keep On Smiling」表記と「Keep on Smiling」表記が混在していた。また、当初は古澤巌がDJを務めていたことから、『古澤巌のKeep on Smiling』が正式名称となっていた。
番組は放送開始時から、小学生を対象にした「あったらいいな!こんな薬 絵はがきコンクール」→「きみはどんなくすりがほしいかな? 絵はがきデザインコンテスト」（主催：アクテリオン ファーマシューティカルズ ジャパン、エフエム大阪）を年に1回行っていた。また、2016年からは同じく小学生を対象にした音楽コンクール「小さな音楽会コンクール」も年に1回開催していた。

## コーナー
Songs Museum
山寺が世界的名曲の日本語訳詞を原曲に乗せて朗読する。楽曲誕生に関する時代背景や、作者または曲にまつわるエピソードなども紹介。
Smile Note
人々が笑顔になれるような世界の話題を山寺が紹介する。
笑's Show
山寺の一人芝居によるジョークや小咄を披露する。
小さな音楽会
小学校の児童たちによる合唱・演奏を紹介する。2015年から行われていた。

## DJ
- 古澤巌（2010年4月4日 - 2010年12月26日）
- 山寺宏一（2011年1月2日 - 2018年9月30日）

## 歴史
- 2010年
  - 4月4日 - エフエム大阪 (fmosaka)、エフエム北海道 (AIR-G')、エフエム仙台 (Date fm)、広島エフエム放送 (HFM)、エフエム福岡 (FM FUKUOKA) の5局ネットで放送開始[2]。
  - 7月4日 - エフエム沖縄でネット開始。
  - 10月3日 - エフエム東京 (TOKYO FM) を含め、JFN38局フルネットになる。
- 2011年3月20日 - 3月11日の東日本大震災発生を受け、5月1日放送分までゲストコーナーを中止するなど番組の内容を一時変更。
- 2012年10月7日 - 一部のネット局で一旦打ち切り、26局ネットとなる。
- 2014年4月5日 - 一旦打ち切られた12局で放送が1年半ぶりに再開され、再びJFN38局フルネットになる。
- 2018年9月30日 - この日の放送をもって8年半に亘る番組の放送が終了。

## ネット局
★印のある放送局は、放送終了時点でradiko・radiko.jpプレミアムで聴取可能な局。放送日時は放送終了時点のものを記載。
| 放送対象地域   | 放送局名                                     | 放送時間    | 備考                 |
| -------------- | -------------------------------------------- | ----------- | -------------------- |
| 大阪府         | エフエム大阪（FM OH!）★                      | 9:00 - 9:30 | 制作局               |
| 北海道         | エフエム北海道（AIR-G'）★                    | 9:00 - 9:30 | [ 3 ] [ 4 ] [ 注 1 ] |
| 青森県         | エフエム青森（AFB）★                         | 9:00 - 9:30 | [ 注 2 ]             |
| 岩手県         | エフエム岩手（FM IWATE）★                    | 9:00 - 9:30 |                      |
| 宮城県         | エフエム仙台（Date fm）★                     | 9:00 - 9:30 |                      |
| 秋田県         | エフエム秋田（AFM）                          | 9:00 - 9:30 | [ 注 3 ]             |
| 山形県         | エフエム山形（Rhythm Station）               | 9:00 - 9:30 | [ 注 3 ]             |
| 福島県         | エフエム福島（ふくしまFM）★                  | 9:00 - 9:30 |                      |
| 栃木県         | エフエム栃木（RADIO BERRY）★                 | 9:00 - 9:30 | [ 注 3 ]             |
| 群馬県         | エフエム群馬（FMぐんま）★                    | 9:00 - 9:30 | [ 注 4 ]             |
| 東京都         | エフエム東京（TOKYO FM）★                    | 9:00 - 9:30 | [ 注 5 ]             |
| 新潟県         | エフエムラジオ新潟（FM-NIIGATA）★            | 9:00 - 9:30 |                      |
| 富山県         | 富山エフエム放送（FMとやま）★                | 9:00 - 9:30 |                      |
| 石川県         | エフエム石川（HELLO FIVE）★                  | 9:00 - 9:30 |                      |
| 福井県         | 福井エフエム放送（FM FUKUI）★                | 9:00 - 9:30 | [ 注 6 ]             |
| 長野県         | 長野エフエム放送（FM長野）★                  | 9:00 - 9:30 |                      |
| 岐阜県         | エフエム岐阜（FM GIFU）★                     | 9:00 - 9:30 | [ 注 3 ]             |
| 静岡県         | 静岡エフエム放送（K-mix）★                   | 9:00 - 9:30 | [ 注 7 ]             |
| 愛知県         | エフエム愛知（@FM）★                         | 9:00 - 9:30 |                      |
| 三重県         | 三重エフエム放送（レディオキューブ FM三重）★ | 9:00 - 9:30 | [ 注 3 ]             |
| 滋賀県         | エフエム滋賀（e-radio）★                     | 9:00 - 9:30 |                      |
| 兵庫県         | 兵庫エフエム放送（Kiss FM KOBE）★            | 9:00 - 9:30 | [ 注 3 ]             |
| 島根県・鳥取県 | エフエム山陰（V-air）                        | 9:00 - 9:30 | [ 注 3 ]             |
| 広島県         | 広島エフエム放送（HFM）★                     | 9:00 - 9:30 | [ 注 8 ]             |
| 山口県         | エフエム山口（FMY）★                         | 9:00 - 9:30 | [ 注 3 ]             |
| 岡山県         | 岡山エフエム放送（FM OKAYAMA）               | 9:00 - 9:30 |                      |
| 徳島県         | エフエム徳島（FM TOKUSHIMA）                 | 9:00 - 9:30 |                      |
| 香川県         | エフエム香川（FM香川）★                      | 9:00 - 9:30 | [ 注 3 ]             |
| 愛媛県         | エフエム愛媛（JOEU-FM）★                     | 8:00 - 8:30 | [ 注 2 ]             |
| 高知県         | エフエム高知（Hi-Six）                       | 9:00 - 9:30 | [ 注 3 ]             |
| 福岡県         | エフエム福岡（FM FUKUOKA）★                  | 9:00 - 9:30 |                      |
| 佐賀県         | エフエム佐賀（FMS）                          | 9:00 - 9:30 | [ 注 3 ]             |
| 長崎県         | エフエム長崎（FM Nagasaki）★                 | 9:00 - 9:30 | [ 注 3 ]             |
| 熊本県         | エフエム熊本（FMK）★                         | 9:00 - 9:30 |                      |
| 大分県         | エフエム大分（Air-Radio FM88）★              | 9:00 - 9:30 |                      |
| 宮崎県         | エフエム宮崎（JOY FM）                       | 9:00 - 9:30 | [ 注 9 ]             |
| 鹿児島県       | エフエム鹿児島（μFM）★                       | 9:00 - 9:30 |                      |
| 沖縄県         | エフエム沖縄（FM沖縄）★                      | 9:00 - 9:30 |                      |